# Kanoko Sakurakōji
Kanoko Sakurakōji (japanisch 桜小路 かのこ Sakurakōji Kanoko, * 1. August in Tokio) ist eine japanische Mangaka. Drei ihrer Werke erschienen auch auf Deutsch, darunter mit Black Bird ihr erfolgreichstes, das in Japan mit dem Shōgakukan-Manga-Preis ausgezeichnet wurde.

## Werdegang und Werk
Das Debütwerk von Sakurakōji war Suzu-chan no Neko aus den Jahren 2001 und 2002. Die Serie erzählt vom Mädchen Suzu und ihrer Katze, die beide bei der Familie Kuraki einziehen, deren Sohn sich in das Mädchen verliebt. Wie Sakurakōjis spätere Werke erschien der Manga beim Verlag Shōgakukan und richtet sich an jugendliche Mädchen (Shōjo). Es folgten viele Kurzgeschichten aus ihrer Feder, die häufig auch in Sammelausgaben veröffentlicht wurden oder in Anthologien mit anderen Künstlerinnen. Mit Backstage Prince kam ab 2004 wieder eine längere Serie heraus, die ab 2013 als erste von Sakurakōjis Mangas bei Egmont Manga verlegt auf Deutsch erschien. Die Geschichte erzählt von einer Schülerin, die sich in einen Kabuki-Schauspieler verliebt. Von 2007 bis 2013 entstand dann Sakurakōjis bisher längste Serie. Black Bird erreichte 18 Bände, wurde in viele Sprachen übersetzt und 2009 mit dem Shōgakukan-Manga-Preis ausgezeichnet. Die romantische Mystery-Serie dreht sich um ein Mädchen, das Geister sehen kann und von einem Tengu beschützt wird. Nach Abschluss der Geschichte folgten weitere kürzere Serien sowie mit Seirō Opera von 2015 bis 2019 eine weitere lange Serie, die eine Romanze zwischen einer Waise und einem jungen Pfandleiher im Rotlichtmilieu der Edo-Zeit erzählt.

## Bibliografie (Auswahl)
- Suzu-chan no Neko (鈴ちゃんの猫, 2001–2002, 2 Bände)
- Sono Hakui wo Nuide (その白衣を脱いで, 2002, 1 Band, Kurzgeschichtensammlung)
- Gokko (2003, 1 Band, Kurzgeschichtensammlung)
- Baby, Star (2003, 1 Band, Kurzgeschichtensammlung)
- Rakuen (楽園, 2004, 1 Band, Kurzgeschichtensammlung)
- Yasashii Te (やさしい手, 2004, 1 Band, Kurzgeschichtensammlung)
- Backstage Prince (極付楽屋裏王子 Kiwametsuke Gakuya Ura Ōji, 2004–2006, 2 Bände)
- Yurusarete Inai Watashitachi (ゆるされていない私たち, 2005, 1 Band, Kurzgeschichtensammlung)
- Eikoku Kizoku Goyōtashi (英国貴族御用達, 2006, 1 Band)
- Liebespfand (王様の質屋 Ōsama no Shichiya, 2006, 1 Band)
- Black Bird (2007–2013, 18 Bände)
- Last Notes (2013–2014, 3 Bände)
- Seirō Opera (青楼オペラ, 2015–2019, 12 Bände)
- 8! -Eight- (2022–2023, 2 Bände)
- Mitsu to Gekiyaku (蜜と劇薬, seit 2023)